# Casas del Tratado de Tordesillas

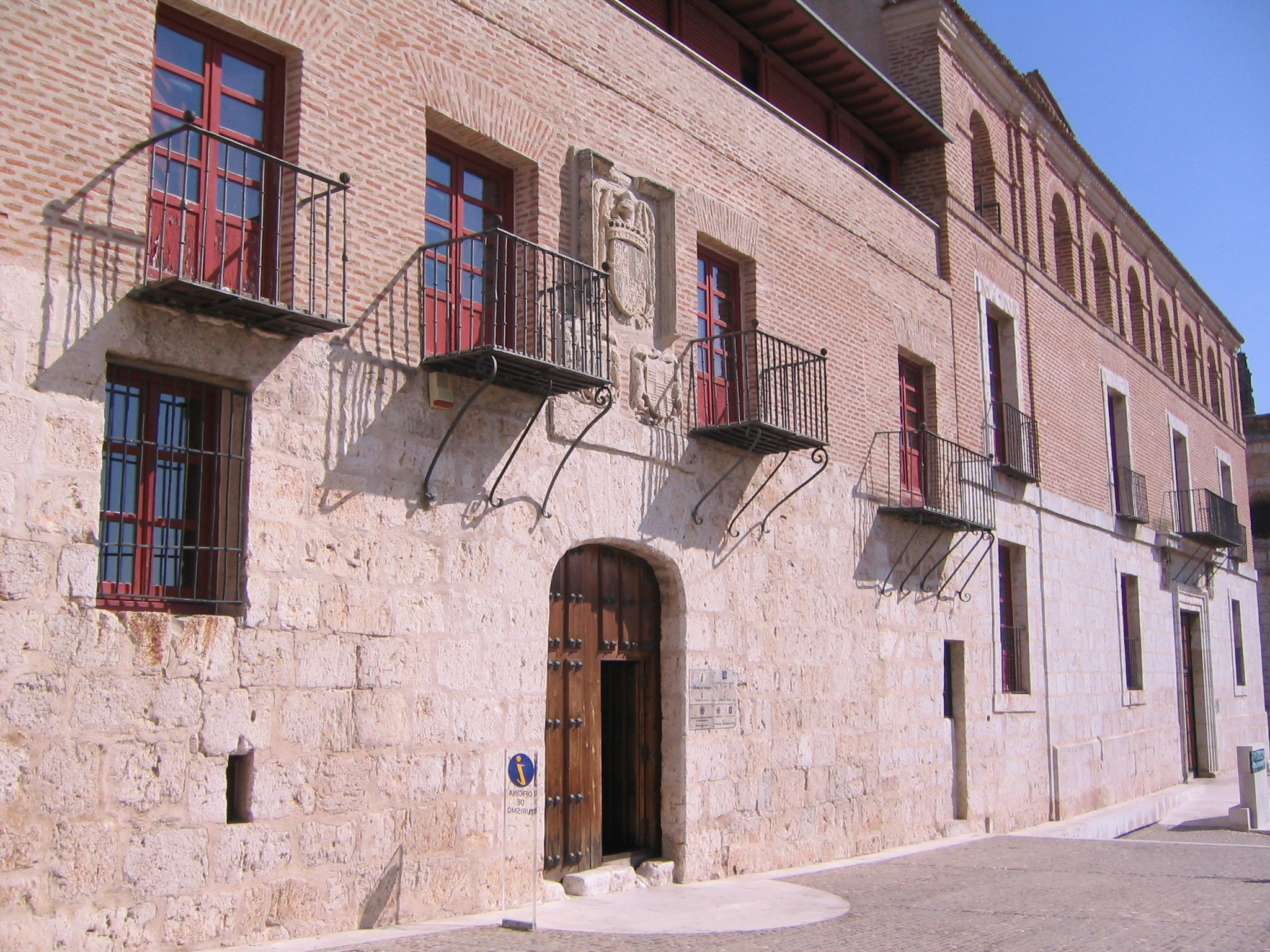
De twee gebouwen in Tordesillas

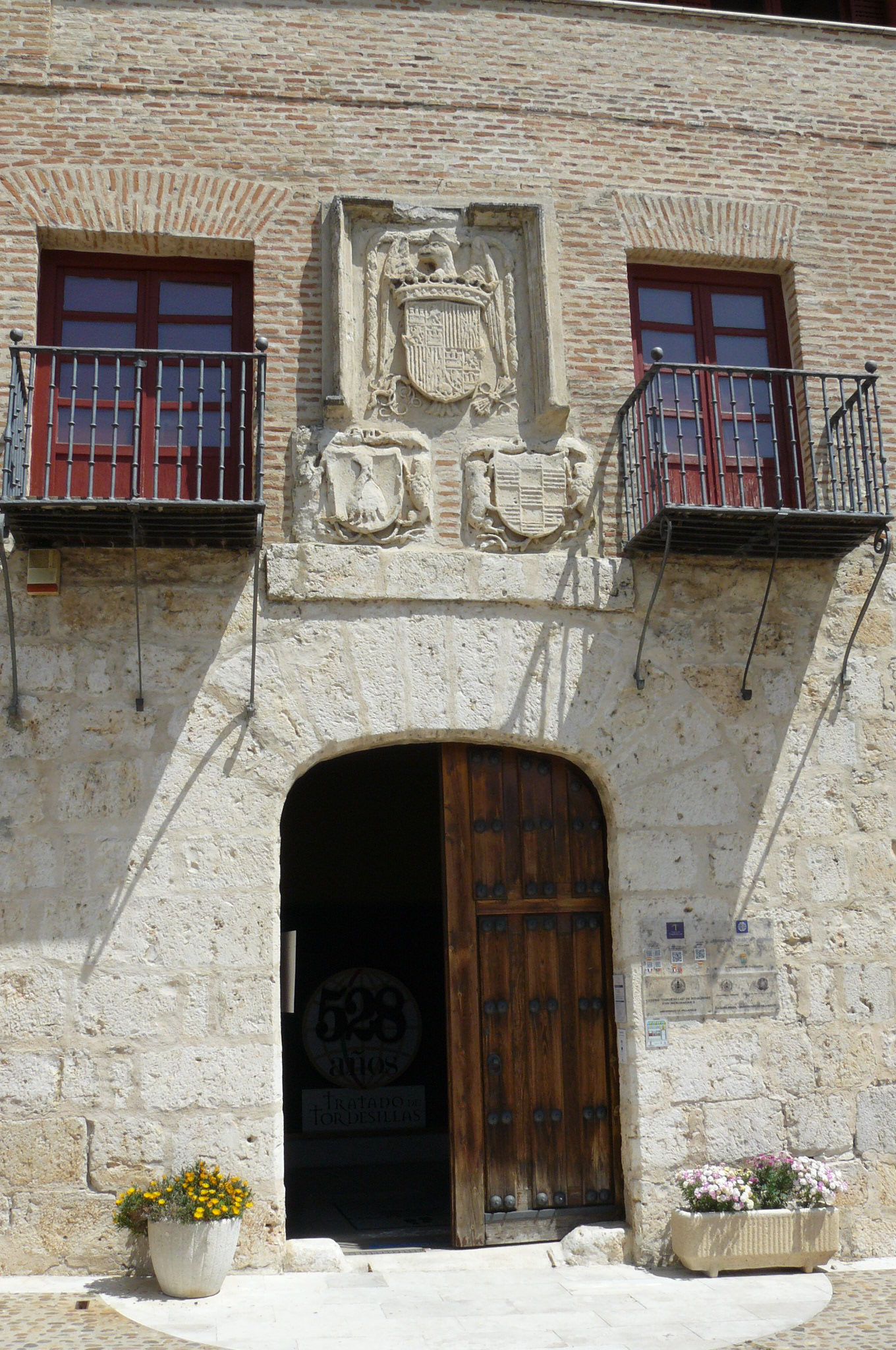
De toegangsdeur van het huis met daarboven de wapens en schilden

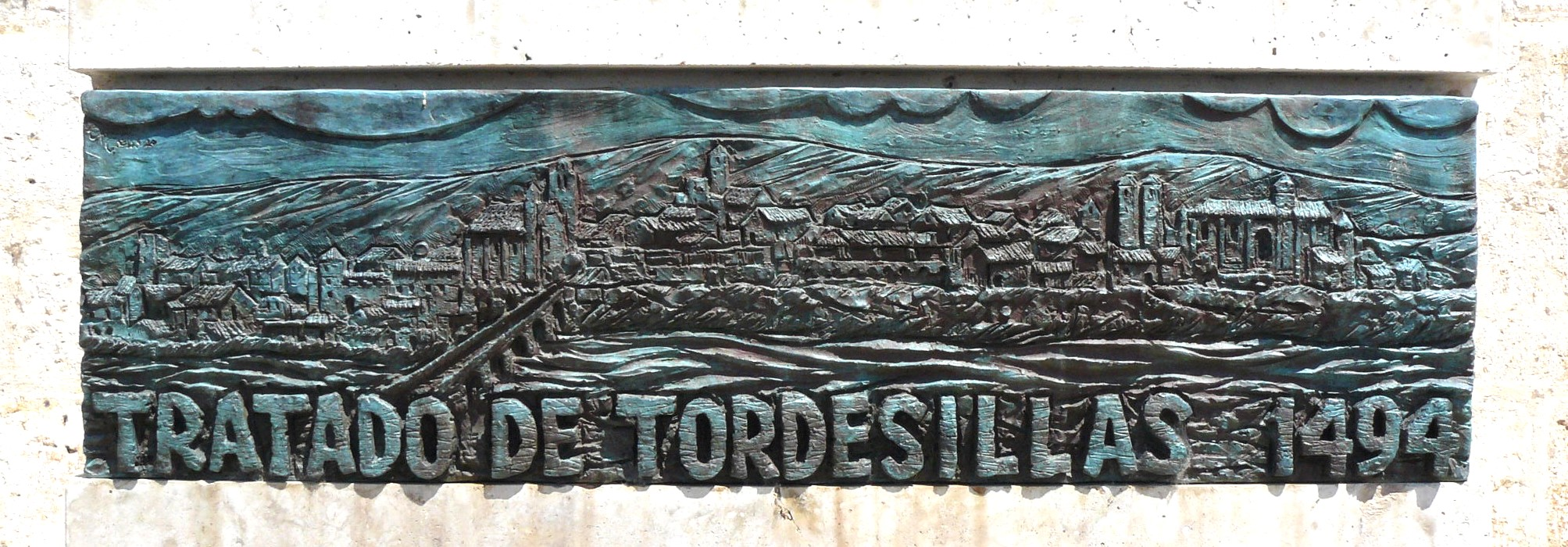
Gedenkplaat van het verdrag

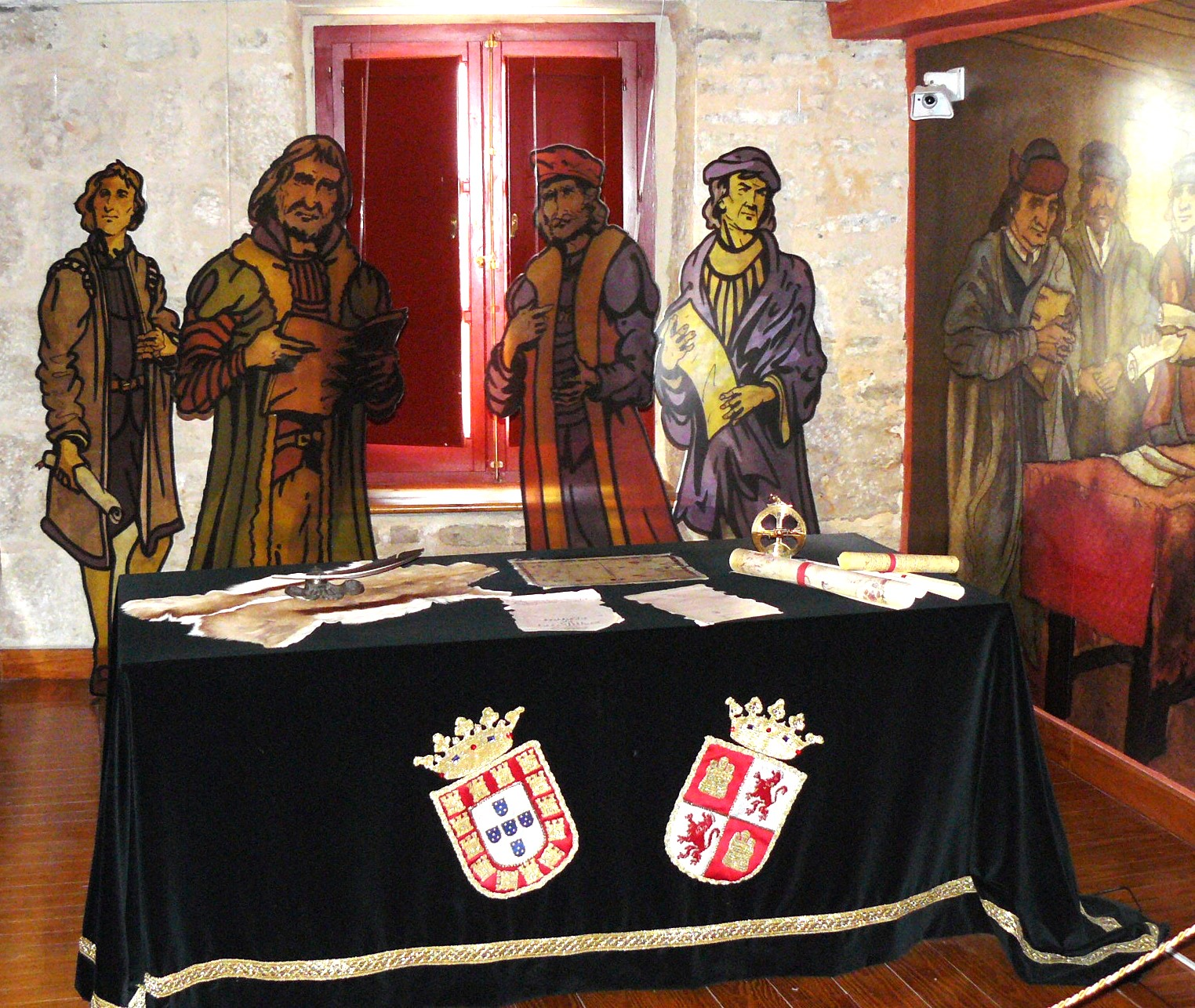
Reconstructie kamer met onderhandelingstafel en diplomaten

Casas del Tratado de Tordesillas (Nederlands: Huizen van het Verdrag van Tordesillas) zijn twee huizen in Tordesillas in Spanje. Hier vonden de onderhandelingen plaats tussen Spanje en Portugal wat leidde tot het Verdrag van Tordesillas. De huizen zijn nu ingericht als museum en er is een toeristenbureau gevestigd.

## Geschiedenis
Op 12 oktober 1492 bereikte Christoffel Columbus de Nieuwe Wereld. Om de Castiliaanse soevereiniteit over deze nieuwe gebieden te vestigen, zochten Isabella I van Castilië en Ferdinand V van Castilië hulp bij Paus Alexander VI (Rodrigo Borgia). De paus oordeelde dat al het land en de zeeën ten westen van de meridiaan gelegen op zo’n 480 kilometer ten westen van de Azoren en Kaapverdië tot de kroon van Castilië behoorden. Iedereen die deze grens overstak zonder toestemming van de koningen van Castilië werd geëxcommuniceerd.
Deze privileges waren zeer gunstig voor Castilië, maar niet voor Portugal. Deze zag de uitkomst als een belangrijke beperking en Johan II van Portugal wilde een nieuwe afspraak. Diplomatieke delegaties van beide landen kwamen bijeen in Tordesillas.
Na maanden overleggen bereikten de afgevaardigden een akkoord dat werd vastgelegd in een verdrag, dit werd op 7 juni 1494 ondertekend en staat bekend als het Verdrag van Tordesillas. De belangrijkste wijziging was de verschuiving van de afgesproken lijn naar het westen, deze kwam nu op 1770 kilometer van Kaapverdië te liggen. Hiermee kwam een groter deel van, het later ontdekte, Brazilië in Portugese handen. Door de overheersende winden voeren terugkerende schepen van Afrika naar Portugal eerst ver naar het westen om dan oostwaarts te keren. Met de verschuiving van de lijn naar het westen bleven de schepen in Portugese wateren.

## Gebouwen
Het gebouw waarin de onderhandelingen hebben plaatsgevonden bestaat nog altijd. Het dateert uit het einde van de 15e eeuw. In de voorgevel boven de deur is het wapen van de katholieke vorsten verwerkt en de heraldische schilden van de eigenaren, Alfonso González de Tordesillas en Leonor de Ulloa. Het naastgelegen paleis werd gebouwd in het midden van de 17e eeuw en was de residentie van een rijke familie.
Beide gebouwen werden in 1994, ter gelegenheid van de 500ste verjaardag van het Verdrag van Tordesillas, grondig gerestaureerd. Twee jaar later kregen ze een monumentenstatus. De twee worden gebruikt als informatiepunt voor toeristen en er is een klein museum over de totstandkoming van het verdrag.

## Museum
In het museum worden diverse relevante historische, geografische, politieke en sociale aspecten van de onderhandelingen weerspiegeld. Er zijn diverse kaarten die de toen bekende wereld reflecteerden en deze kaarten speelden een rol bij de onderhandelingen. Er zijn verder schaalmodellen van de schepen die meevoeren op de ontdekkingsreis van Columbus, evenals verschillende boeken en navigatie-instrumenten. Een reproductie van het Verdrag van Tordesillas ligt tentoongesteld.